# UCI-Mountainbike-Weltcup 2005
Beim UCI-Mountainbike-Weltcup 2005 wurden durch die Union Cycliste Internationale Weltcup-Sieger im Cross-Country, im Downhill, im Four Cross und erstmals im MTB-Marathon ermittelt.
Insgesamt wurden je Disziplin acht Wettbewerbe ausgetragen. Mit Balneário Camboriú machte der Weltcup erstmals in Südamerika Station.

## Cross-Country

### Frauen Elite
| Rnd | Datum         | Ort                | Erste                | Zweite               | Dritte               |
| --- | ------------- | ------------------ | -------------------- | -------------------- | -------------------- |
| 1   | 24. April     | Spa-Francorchamps  | Marie-Hélène Prémont | Gunn-Rita Dahle      | Irina Kalentieva     |
| 2   | 8. Mai        | Madrid             | Gunn-Rita Dahle      | Marie-Hélène Prémont | Sabine Spitz         |
| 3   | 29. Mai       | Houffalize         | Gunn-Rita Dahle      | Sabine Spitz         | Irina Kalentieva     |
| 4   | 4. Juni       | Willingen          | Gunn-Rita Dahle      | Sabine Spitz         | Marie-Hélène Prémont |
| 5   | 25. Juni      | Mont Sainte-Anne   | Marie-Hélène Prémont | Gunn-Rita Dahle      | Sabine Spitz         |
| 6   | 3. Juli       | Balneário Camboriú | Gunn-Rita Dahle      | Sabine Spitz         | Ivonne Kraft         |
| 7   | 9. Juli       | Angel Fire Resort  | Gunn-Rita Dahle      | Marie-Hélène Prémont | Sabine Spitz         |
| 8   | 10. September | Fort William       | Gunn-Rita Dahle      | Sabine Spitz         | Irina Kalentieva     |

Gesamtwertung
| Platz | Name                 | Punkte |
| ----- | -------------------- | ------ |
| 1.    | Gunn-Rita Dahle      | 1900   |
| 2.    | Sabine Spitz         | 1460   |
| 3.    | Marie-Hélène Prémont | 1220   |
| 4.    | Irina Kalentieva     | 905    |
| 5.    | Mary McConneloug     | 750    |
| 6.    | Ivonne Kraft         | 668    |

### Männer Elite
| Rnd | Datum         | Ort                | Erster               | Zweiter              | Dritter                |
| --- | ------------- | ------------------ | -------------------- | -------------------- | ---------------------- |
| 1   | 24. April     | Spa-Francorchamps  | Julien Absalon       | Roel Paulissen       | Jean-Christophe Péraud |
| 2   | 8. Mai        | Madrid             | Julien Absalon       | José Antonio Hermida | Christoph Sauser       |
| 3   | 29. Mai       | Houffalize         | Marco Bui            | Christoph Sauser     | José Antonio Hermida   |
| 4   | 4. Juni       | Willingen          | Christoph Sauser     | Marco Bui            | Julien Absalon         |
| 5   | 25. Juni      | Mont Sainte-Anne   | Christoph Sauser     | Fredrik Kessiakoff   | Geoff Kabush           |
| 6   | 3. Juli       | Balneário Camboriú | José Antonio Hermida | Roel Paulissen       | Ralph Näf              |
| 7   | 9. Juli       | Angel Fire Resort  | Christoph Sauser     | Geoff Kabush         | Erwin Bakker           |
| 8   | 10. September | Fort William       | Ralph Näf            | Christoph Sauser     | Fredrik Kessiakoff     |

Gesamtwertung
| Platz | Name                 | Punkte |
| ----- | -------------------- | ------ |
| 1.    | Christoph Sauser     | 1470   |
| 2.    | José Antonio Hermida | 1090   |
| 3.    | Julien Absalon       | 859    |
| 4.    | Fredrik Kessiakoff   | 852    |
| 5.    | Roel Paulissen       | 845    |
| 6.    | Ralph Näf            | 698    |

## Cross-Country Marathon

### Frauen Elite
| Rnd | Datum       | Ort               | Erste            | Zweite          | Dritte           |
| --- | ----------- | ----------------- | ---------------- | --------------- | ---------------- |
| 1   | 10. April   | Limassol          | Petra Henzi      | Daniela Louis   | Anna Enocsson    |
| 2   | 1. Mai      | Riva del Garda    | Paola Pezzo      | Esther Süss     | Claudia Marsilio |
| 3   | 18. Juni    | Mont Sainte-Anne  | Jaqueline Mourão | Paola Pezzo     | Daniela Louis    |
| 4   | 10. Juli    | Bad Goisern       | Anna Enocsson    | Alexandra Hober | Martina Deubler  |
| 5   | 7. August   | Le Bourg-d'Oisans | Esther Süss      | Daniela Louis   | Paola Pezzo      |
| 6   | 13. August  | Falun             | Anna Enocsson    | Daniela Louis   | Esther Süss      |
| 7   | 1. Oktober  | Sankt Wendel      | Blaža Pintarič   | Daniela Louis   | Esther Süss      |
| 8   | 14. Oktober | Fréjus            | Alison Sydor     | Petra Henzi     | Anna Enocsson    |

Gesamtwertung
| Platz | Name           | Punkte |
| ----- | -------------- | ------ |
| 1.    | Daniela Louis  | 1320   |
| 2.    | Esther Süss    | 1180   |
| 3.    | Anna Enocsson  | 1160   |
| 4.    | Paola Pezzo    | 925    |
| 5.    | Petra Henzi    | 675    |
| 6.    | Jenny McCauley | 571    |

### Männer Elite
| Rnd | Datum       | Ort               | Erster              | Zweiter              | Dritter            |
| --- | ----------- | ----------------- | ------------------- | -------------------- | ------------------ |
| 1   | 10. April   | Limassol          | Massimo de Bertolis | Roland Stauder       | Dario Acquaroli    |
| 2   | 1. Mai      | Riva del Garda    | Bart Brentjens      | Héctor Leonardo Páez | Fredrik Kessiakoff |
| 3   | 18. Juni    | Mont Sainte-Anne  | Liam Killeen        | Massimo de Bertolis  | Thomas Spichtig    |
| 4   | 10. Juli    | Bad Goisern       | Moritz Milatz       | Alban Lakata         | Leonardo Páez      |
| 5   | 7. August   | Le Bourg-d'Oisans | Thomas Dietsch      | Mauro Bettin         | Dario Acquaroli    |
| 6   | 13. August  | Falun             | Fredrik Kessiakoff  | Thomas Dietsch       | Mauro Bettin       |
| 7   | 1. Oktober  | Sankt Wendel      | Jader Zoli          | Alban Lakata         | Hannes Genze       |
| 8   | 14. Oktober | Fréjus            | Roel Paulissen      | Bart Brentjens       | Mauro Bettin       |

Gesamtwertung
| Platz | Name                | Punkte |
| ----- | ------------------- | ------ |
| 1.    | Mauro Bettin        | 1156   |
| 2.    | Alban Lakata        | 947    |
| 3.    | Dario Acquaroli     | 897    |
| 4.    | Thomas Dietsch      | 796    |
| 5.    | Massimo de Bertolis | 775    |
| 6.    | Thomas Spichtig     | 708    |

## Downhill

### Frauen Elite
| Rnd | Datum         | Ort                | Erste                  | Zweite          | Dritte          |
| --- | ------------- | ------------------ | ---------------------- | --------------- | --------------- |
| 1   | 30. April     | Vigo               | Sabrina Jonnier        | Tracy Moseley   | Kathy Pruitt    |
| 2   | 5. Juni       | Willingen          | Anne-Caroline Chausson | Emmeline Ragot  | Vanessa Quin    |
| 3   | 12. Juni      | Schladming         | Anne-Caroline Chausson | Vanessa Quin    | Sabrina Jonnier |
| 4   | 26. Juni      | Mont Sainte-Anne   | Tracy Moseley          | Sabrina Jonnier | Marielle Saner  |
| 5   | 3. Juli       | Balneário Camboriú | Tracy Moseley          | Rachel Atherton | Sabrina Jonnier |
| 6   | 10. Juli      | Angel Fire Resort  | Sabrina Jonnier        | Scarlett Hagen  | Tracy Moseley   |
| 7   | 21. August    | Pila               | Anne-Caroline Chausson | Rachel Atherton | Emmeline Ragot  |
| 8   | 11. September | Fort William       | Tracy Moseley          | Rachel Atherton | Sabrina Jonnier |

Gesamtwertung
| Platz | Name            | Punkte |
| ----- | --------------- | ------ |
| 1.    | Sabrina Jonnier | 1454   |
| 2.    | Tracy Moseley   | 1419   |
| 3.    | Rachel Atherton | 1115   |
| 4.    | Vanessa Quin    | 1014   |
| 5.    | Marielle Saner  | 1004   |
| 6.    | Helen Gaskell   | 811    |

### Männer Elite
| Rnd | Datum         | Ort                | Erster       | Zweiter           | Dritter            |
| --- | ------------- | ------------------ | ------------ | ----------------- | ------------------ |
| 1   | 30. April     | Vigo               | Steve Peat   | Greg Minnaar      | Samuel Hill        |
| 2   | 5. Juni       | Willingen          | Greg Minnaar | Dan Atherton      | Nathan Rennie      |
| 3   | 12. Juni      | Schladming         | Samuel Hill  | Chris Kovarik     | Nathan Rennie      |
| 4   | 26. Juni      | Mont Sainte-Anne   | Fabien Barel | Greg Minnaar      | Marc Beaumont      |
| 5   | 3. Juli       | Balneário Camboriú | Greg Minnaar | Markolf Berchtold | Mickaël Pascal     |
| 6   | 10. Juli      | Angel Fire Resort  | Greg Minnaar | Jared Graves      | Chris Kovarik      |
| 7   | 21. August    | Pila               | Samuel Hill  | Greg Minnaar      | Brendan Fairclough |
| 8   | 11. September | Fort William       | Steve Peat   | Greg Minnaar      | Nathan Rennie      |

Gesamtwertung
| Platz | Name          | Punkte |
| ----- | ------------- | ------ |
| 1.    | Greg Minnaar  | 1660   |
| 2.    | Samuel Hill   | 905    |
| 3.    | Nathan Rennie | 890    |
| 4.    | Cédric Gracia | 735    |
| 5.    | Gee Atherton  | 722    |
| 6.    | Fabien Barel  | 714    |

## Four Cross

### Frauen Elite
| Rnd | Datum         | Ort                | Erste          | Zweite          | Dritte         |
| --- | ------------- | ------------------ | -------------- | --------------- | -------------- |
| 1   | 1. Mai        | Vigo               | Jill Kintner   | Anneke Beerten  | Vanessa Quin   |
| 2   | 5. Juni       | Willingen          | Anneke Beerten | Fionn Griffiths | Anita Molcik   |
| 3   | 11. Juni      | Schladming         | Anneke Beerten | Joey Gough      | Sari Jörgensen |
| 4   | 25. Juni      | Mont Sainte-Anne   | Jill Kintner   | Anneke Beerten  | Katrina Miller |
| 5   | 4. Juli       | Balneário Camboriú | Jill Kintner   | Anneke Beerten  | Anita Molcik   |
| 6   | 9. Juli       | Angel Fire Resort  | Jill Kintner   | Katrina Miller  | Anneke Beerten |
| 7   | 21. August    | Pila               | Jill Kintner   | Jana Horáková   | Anneke Beerten |
| 8   | 10. September | Fort William       | Jill Kintner   | Jana Horáková   | Melissa Buhl   |

Gesamtwertung
| Platz | Name            | Punkte |
| ----- | --------------- | ------ |
| 1.    | Jill Kintner    | 320    |
| 2.    | Anneke Beerten  | 280    |
| 3.    | Jana Horáková   | 100    |
| 4.    | Anita Molcik    | 98     |
| 5.    | Fionn Griffiths | 93     |
| 6.    | Joey Gough      | 84     |

### Männer Elite
| Rnd | Datum         | Ort                | Erster             | Zweiter       | Dritter       |
| --- | ------------- | ------------------ | ------------------ | ------------- | ------------- |
| 1   | 1. Mai        | Vigo               | Michal Prokop      | Steve Peat    | Bas de Bever  |
| 2   | 5. Juni       | Willingen          | annulliert         | annulliert    | annulliert    |
| 3   | 11. Juni      | Schladming         | Brian Lopes        | Cédric Gracia | Michal Prokop |
| 4   | 25. Juni      | Mont Sainte-Anne   | Michal Prokop      | Guido Tschugg | Cédric Gracia |
| 5   | 4. Juli       | Balneário Camboriú | Roger Rinderknecht | Cédric Gracia | Gee Atherton  |
| 6   | 9. Juli       | Angel Fire Resort  | Brian Lopes        | Guido Tschugg | Jared Graves  |
| 7   | 21. August    | Pila               | Michal Prokop      | Brian Lopes   | Cédric Gracia |
| 8   | 10. September | Fort William       | Leiv Ove Nordmark  | Brian Lopes   | Gee Atherton  |

Gesamtwertung
| Platz | Name               | Punkte |
| ----- | ------------------ | ------ |
| 1.    | Brian Lopes        | 251    |
| 2.    | Michal Prokop      | 187    |
| 3.    | Cédric Gracia      | 156    |
| 4.    | Guido Tschugg      | 115    |
| 5.    | Gee Atherton       | 104    |
| 6.    | Roger Rinderknecht | 81     |